# Deutsche Fußballmeisterschaft der B-Junioren
Die Deutsche Fußballmeisterschaft der B-Junioren wird seit 1977 ausgespielt. Jährlich wird dabei die beste deutsche B-Jugend-Fußballmannschaft ermittelt. Die Spieler sind in der Regel zwischen 15 und 17 Jahren alt. Amtierender Meister im Jahr 2025 und Gewinner seines zweiten Titels ist Borussia Mönchengladbach.

## Geschichte
Erstmals wurde die Meisterschaft im Jahre 1977 ausgespielt. Bei den ersten zwei Austragungen qualifizierten sich lediglich die Meister der fünf Regionalverbände. Von 1979 an nahmen die Meister der Landesverbände an der Meisterschaft teil. Die einzelnen K.-o.-Runden wurden mit Hin- und Rückspiel ausgetragen. Ab 1992 nahmen die Meister der neuen Bundesländer teil. Mit der Einführung der Regionalliga im Jahre 2000 wurde das Teilnehmerfeld auf acht Mannschaften verkleinert. Im Jahre 2008 wurde die B-Junioren-Bundesliga eingeführt, wodurch das Teilnehmerfeld auf vier Mannschaften verkleinert wurde.

## Modus
Für die B-Junioren-Meisterschaft qualifizieren sich die Meister der drei Staffeln der B-Junioren-Bundesliga. Dazu kommt der beste Vizemeister. Der beste Vizemeister wird anhand einer Leistungstabelle ermittelt. Dabei werden für die Meisterschaft drei Punkte, für die Finalteilnahme zwei Punkte und für die Halbfinalteilnahme ein Punkt vergeben. Wenn eine Staffel in einer Saison zwei Endrundenteilnehmer gestellt hat, werden nur die Punkte der besseren Mannschaft gewertet. Maßgebend sind immer die drei zurückliegenden Jahre.
Die Meisterschaft wird im K.-o.-System ausgespielt. Das Halbfinale wird mit Hin- und Rückspiel ausgetragen. Besteht nach Hin- und Rückspiel ein Gleichstand wird das Rückspiel um 2 × 10 Minuten verlängert. Sollte dann immer noch keine Entscheidung gefallen sein folgt ein Elfmeterschießen. Das Endspiel wird in einem Spiel ausgetragen.

## Bisherige Endspiele
| Saison | Sieger                                                                                  | Finalist                                                                                | Ergebnis                                                                                | Spielort                                                                                |
| ------ | --------------------------------------------------------------------------------------- | --------------------------------------------------------------------------------------- | --------------------------------------------------------------------------------------- | --------------------------------------------------------------------------------------- |
| 1977   | Eintracht Frankfurt                                                                     | FC Schalke 04                                                                           | 2:1                                                                                     | Niefern                                                                                 |
| 1978   | FC Schalke 04                                                                           | Hertha 03 Zehlendorf                                                                    | 6:0                                                                                     | Hamm                                                                                    |
| 1979   | Blau-Weiß 90 Berlin                                                                     | FC Augsburg                                                                             | 1:1 n. V., 5:4 i. E.                                                                    | Berlin                                                                                  |
| 1980   | Eintracht Frankfurt                                                                     | FC Schalke 04                                                                           | 2:1                                                                                     | Gelsenkirchen                                                                           |
| 1981   | Borussia Mönchengladbach                                                                | Eintracht Frankfurt                                                                     | 1:0                                                                                     | Rheydt                                                                                  |
| 1982   | SG Wattenscheid 09                                                                      | Eintracht Frankfurt                                                                     | 3:1                                                                                     | Wattenscheid                                                                            |
| 1983   | 1. FC Kaiserslautern                                                                    | Werder Bremen                                                                           | 2:1                                                                                     | Kaiserslautern                                                                          |
| 1984   | Borussia Dortmund                                                                       | TSV 1860 München                                                                        | 1:0                                                                                     | Dortmund                                                                                |
| 1985   | VfL Bochum                                                                              | Kickers Offenbach                                                                       | 3:0                                                                                     | Offenbach                                                                               |
| 1986   | VfB Stuttgart                                                                           | Schwarz-Weiß Essen                                                                      | 5:0                                                                                     | Essen                                                                                   |
| 1987   | Bayer 05 Uerdingen                                                                      | 1. FC Nürnberg                                                                          | 4:0                                                                                     | Nürnberg                                                                                |
| 1988   | Hertha 03 Zehlendorf                                                                    | VfB Stuttgart                                                                           | 2:1                                                                                     | Berlin                                                                                  |
| 1989   | FC Bayern München                                                                       | Hertha 03 Zehlendorf                                                                    | 1:1 n. V., 5:4 i. E.                                                                    | Lohhof                                                                                  |
| 1990   | 1. FC Köln                                                                              | VfB Stuttgart                                                                           | 2:1                                                                                     | Köln                                                                                    |
| 1991   | Eintracht Frankfurt                                                                     | Hertha BSC                                                                              | 8:4 n. V.                                                                               | Frankfurt                                                                               |
| 1992   | Bayer 04 Leverkusen                                                                     | 1. FC Kaiserslautern                                                                    | 2:1                                                                                     | Leverkusen                                                                              |
| 1993   | Borussia Dortmund                                                                       | FC Carl Zeiss Jena                                                                      | 5:1                                                                                     | Jena                                                                                    |
| 1994   | VfB Stuttgart                                                                           | Hannover 96                                                                             | 3:0                                                                                     | Hannover                                                                                |
| 1995   | VfB Stuttgart                                                                           | Hannover 96                                                                             | 3:1                                                                                     | Heilbronn                                                                               |
| 1996   | Borussia Dortmund                                                                       | 1. FC Saarbrücken                                                                       | 6:1                                                                                     | Dortmund                                                                                |
| 1997   | FC Bayern München                                                                       | Werder Bremen                                                                           | 3:0                                                                                     | Unterhaching                                                                            |
| 1998   | Borussia Dortmund                                                                       | VfB Stuttgart                                                                           | 2:2 n. V., 5:4 i. E.                                                                    | Dortmund                                                                                |
| 1999   | VfB Stuttgart                                                                           | Borussia Dortmund                                                                       | 3:1                                                                                     | Stuttgart                                                                               |
| 2000   | Hertha BSC                                                                              | FC Bayern München                                                                       | 1:0                                                                                     | Berlin                                                                                  |
| 2001   | FC Bayern München                                                                       | Borussia Dortmund                                                                       | 4:0                                                                                     | Aschheim                                                                                |
| 2002   | FC Schalke 04                                                                           | VfB Stuttgart                                                                           | 3:1 n. V.                                                                               | Gelsenkirchen                                                                           |
| 2003   | Hertha BSC                                                                              | VfB Stuttgart                                                                           | 4:1                                                                                     | Stuttgart                                                                               |
| 2004   | VfB Stuttgart                                                                           | Energie Cottbus                                                                         | 2:1                                                                                     | Cottbus                                                                                 |
| 2005   | Hertha BSC                                                                              | Hansa Rostock                                                                           | 2:0                                                                                     | Rostock                                                                                 |
| 2006   | TSV 1860 München                                                                        | Borussia Dortmund                                                                       | 2:0                                                                                     | Hamm                                                                                    |
| 2007   | FC Bayern München                                                                       | Borussia Dortmund                                                                       | 1:0                                                                                     | Dortmund                                                                                |
| 2008   | TSG 1899 Hoffenheim                                                                     | Borussia Dortmund                                                                       | 6:4                                                                                     | Hoffenheim                                                                              |
| 2009   | VfB Stuttgart                                                                           | FC Bayern München                                                                       | 3:1 n. V.                                                                               | Aschheim                                                                                |
| 2010   | Eintracht Frankfurt                                                                     | Bayer 04 Leverkusen                                                                     | 1:0 n. V.                                                                               | Frankfurt                                                                               |
| 2011   | 1. FC Köln                                                                              | Werder Bremen                                                                           | 3:2 n. V.                                                                               | Bremen                                                                                  |
| 2012   | Hertha BSC                                                                              | VfB Stuttgart                                                                           | 2:0                                                                                     | Berlin                                                                                  |
| 2013   | VfB Stuttgart                                                                           | Hertha BSC                                                                              | 1:0                                                                                     | Berlin                                                                                  |
| 2014   | Borussia Dortmund                                                                       | RB Leipzig                                                                              | 2:1                                                                                     | Leipzig                                                                                 |
| 2015   | Borussia Dortmund                                                                       | VfB Stuttgart                                                                           | 4:0                                                                                     | Großaspach                                                                              |
| 2016   | Bayer 04 Leverkusen                                                                     | Borussia Dortmund                                                                       | 2:0                                                                                     | Dortmund                                                                                |
| 2017   | FC Bayern München                                                                       | Werder Bremen                                                                           | 2:0                                                                                     | München                                                                                 |
| 2018   | Borussia Dortmund                                                                       | FC Bayern München                                                                       | 3:2                                                                                     | München                                                                                 |
| 2019   | 1. FC Köln                                                                              | Borussia Dortmund                                                                       | 3:2                                                                                     | Dortmund                                                                                |
| 2020   | Aufgrund der COVID-19-Pandemie keine Endrunde um die Deutsche B-Junioren-Meisterschaft. | Aufgrund der COVID-19-Pandemie keine Endrunde um die Deutsche B-Junioren-Meisterschaft. | Aufgrund der COVID-19-Pandemie keine Endrunde um die Deutsche B-Junioren-Meisterschaft. | Aufgrund der COVID-19-Pandemie keine Endrunde um die Deutsche B-Junioren-Meisterschaft. |
| 2021   | Aufgrund der COVID-19-Pandemie keine Endrunde um die Deutsche B-Junioren-Meisterschaft. | Aufgrund der COVID-19-Pandemie keine Endrunde um die Deutsche B-Junioren-Meisterschaft. | Aufgrund der COVID-19-Pandemie keine Endrunde um die Deutsche B-Junioren-Meisterschaft. | Aufgrund der COVID-19-Pandemie keine Endrunde um die Deutsche B-Junioren-Meisterschaft. |
| 2022   | FC Schalke 04                                                                           | VfB Stuttgart                                                                           | 1:1 n. V., 3:2 i. E.                                                                    | Gelsenkirchen                                                                           |
| 2023   | Arminia Bielefeld                                                                       | VfL Wolfsburg                                                                           | 2:1                                                                                     | Bielefeld                                                                               |
| 2024   | Borussia Dortmund                                                                       | Bayer 04 Leverkusen                                                                     | 3:2 n. V.                                                                               | Oberhausen                                                                              |
| 2025   | Borussia Mönchengladbach                                                                | RB Leipzig                                                                              | 3:1                                                                                     | Mönchengladbach                                                                         |

## Erfolgreichste Vereine
In der Tabelle werden nur Vereine berücksichtigt, die den Wettbewerb mindestens einmal gewonnen haben.
| Verein                   | Siege | Finalt. | Siegquote |
| ------------------------ | ----- | ------- | --------- |
| Borussia Dortmund        | 8     | 15      | 53,33 %   |
| VfB Stuttgart            | 7     | 15      | 46,67 %   |
| FC Bayern München        | 5     | 8       | 62,5 %    |
| Eintracht Frankfurt      | 4     | 6       | 66,67 %   |
| Hertha BSC               | 4     | 6       | 66,67 %   |
| FC Schalke 04            | 3     | 5       | 60 %      |
| 1. FC Köln               | 3     | 3       | 100 %     |
| Borussia Mönchengladbach | 2     | 2       | 100 %     |
| Bayer 04 Leverkusen      | 2     | 4       | 50 %      |
| Hertha 03 Zehlendorf     | 1     | 3       | 33,33 %   |
| 1. FC Kaiserslautern     | 1     | 2       | 50 %      |
| TSV 1860 München         | 1     | 2       | 50 %      |
| Blau-Weiß 90 Berlin      | 1     | 1       | 100 %     |
| Arminia Bielefeld        | 1     | 1       | 100 %     |
| VfL Bochum               | 1     | 1       | 100 %     |
| TSG 1899 Hoffenheim      | 1     | 1       | 100 %     |
| Bayer 05 Uerdingen       | 1     | 1       | 100 %     |
| SG Wattenscheid 09       | 1     | 1       | 100 %     |

## Bemerkenswertes
Bislang konnten zwei Amateurvereine die Meisterschaft der B-Junioren gewinnen. 1979 war Blau-Weiß 90 Berlin, 1988 Hertha 03 Zehlendorf erfolgreich. Bisher konnten mit dem VfB Stuttgart 1995 sowie mit Borussia Dortmund 2015 nur zwei Vereine ihre Titel der Vorsaison verteidigen.